# طامهر
طامهر، روستایی از توابع دهستان دربید بخش الله آباد شهرستان زارچ  در استان یزد ایران است.

## جمعیت
این روستا در دهستان دربید قرار دارد و براساس سرشماری مرکز آمار ایران در سال ۱۳۸۵، جمعیت آن ۵۷ نفر (۲۴خانوار) بوده‌است.